# Ruben Brugnera
Ruben Brugnera is een Belgische onderzoeksjournalist en politicoloog. 
De journalistieke interesses van Brugnera liggen op het vlak van politiek-economische kwesties (bedrijfslobby, regulering van technologieën), het milieu, de Europese Unie, structureel onrecht en sociale uitsluiting.
Brugnera werkt als onafhankelijke onderzoeksjournalist en documentairemaker is docent Journalistieke Research aan de Thomas More Hogeschool.
Hij schrijft wekelijks voor het tijdschrift Knack en werkt voor VTM-Telefacts, de Franstalige omroep RTBF, het Duitse politieke tijdschrift ARD Panorama en De Groene Amsterdammer.

## Opleiding
Brugnera werkte in Riga voor een databedrijf dat toezicht hield op de private equity- en durfkapitaalmarkten voor België en Nederland. Na het zien van de film Spotlight voelde hij zich aangetrokken tot de journalistiek. Na zich enkele maanden in een Frans klooster op zijn toekomst te hebben bezonnen volgde hij de postgraduaatstudie ‘International research journalism’ (IRJ) op de hogeschool Thomas More.
Na zijn studie Politieke Wetenschappen en economie aan de KU Leuven volgde hij vanaf 2010 met de opleiding Internationale researchjournalistiek van het Fonds Pascal Decroos. Uit IRJ kwam zijn eerste grote project voort, de documentaire Fraude in de zorg over de uitbuiting van inwonende verzorgsters. De aanpak en research voor deze documentaire leverde hem in 2018 een benoeming op aan de Thomas More Hogeschool als docent Journalistiek Onderzoek, Fact-Checking en Mediageschiedenis. 
Tussen 2013 en 2017 was Brugnera een half jaar lang personal assistant van een Vlaamse politicus, gaf Nederlandse les aan leidinggevenden en  gaf training in professionele communicatie en samenwerking. 
Sinds 2019 geeft Brugnera leiding aan het team van vrijwilligers bij Dataharvest, de European Investigative Journalism Conference (EIJC).

## Erkenning
In 2019 werd zijn VTM-documentaire Fraude in de Zorg (Telefacts) dat hij samen met zijn zus maakte, genomineerd voor de Belfius Persprijs.
Poverello
In het project Als het goede doel ontspoort werkten Brugnera en zijn zus Marieke Brugnera samen met Emmanuel Morimont (RTBF), David Leloup en Thierry Denoël van Le Vif. Zij onderzochten daartoe het financiële beheer van Poverello, een van de belangrijkste Vlaamse charitatieve instellingen. Deze daklozenorganisatie kocht veel vastgoed aan, waarna de aangkochte panden vervolgens vaak leeg bleef staan. De rijke organisatie gebruikte haar geld nauwelijks voor de armen en ving hen uiterst sober op. Het lukte het onderzoeksteam om met undercoveronderzoeken, netwerk-, vastgoed- en financiële analyses en archiefwerk de raadsels rond Poverello te achterhalen. De onthullingen bij dit project leverde Ruben en Marieke Brugnera De Loep 2021. Hij kreeg deze prijs voor de beste Nederlandse en Vlaamse onderzoeksjournalistiek in de categorie 'controlerende onderzoeksjournalistiek'. De jury van De Loep noemde hun onderzoeksproject "een onthulling van formaat".
De onderzoekers stuitten bij hun werk op een tweede schandaaldossier Rafaël. Rafaël kreeg in 1997 kreeg deze idealistische organisatie het Sint-Annahospitaal in Anderlecht toegewezen om de allerarmsten op te vangen. Sindsdien werd van de organisatie Rafaël niets meer gehoord.

## Prijzen
- De Loep 2021